# Airsoft

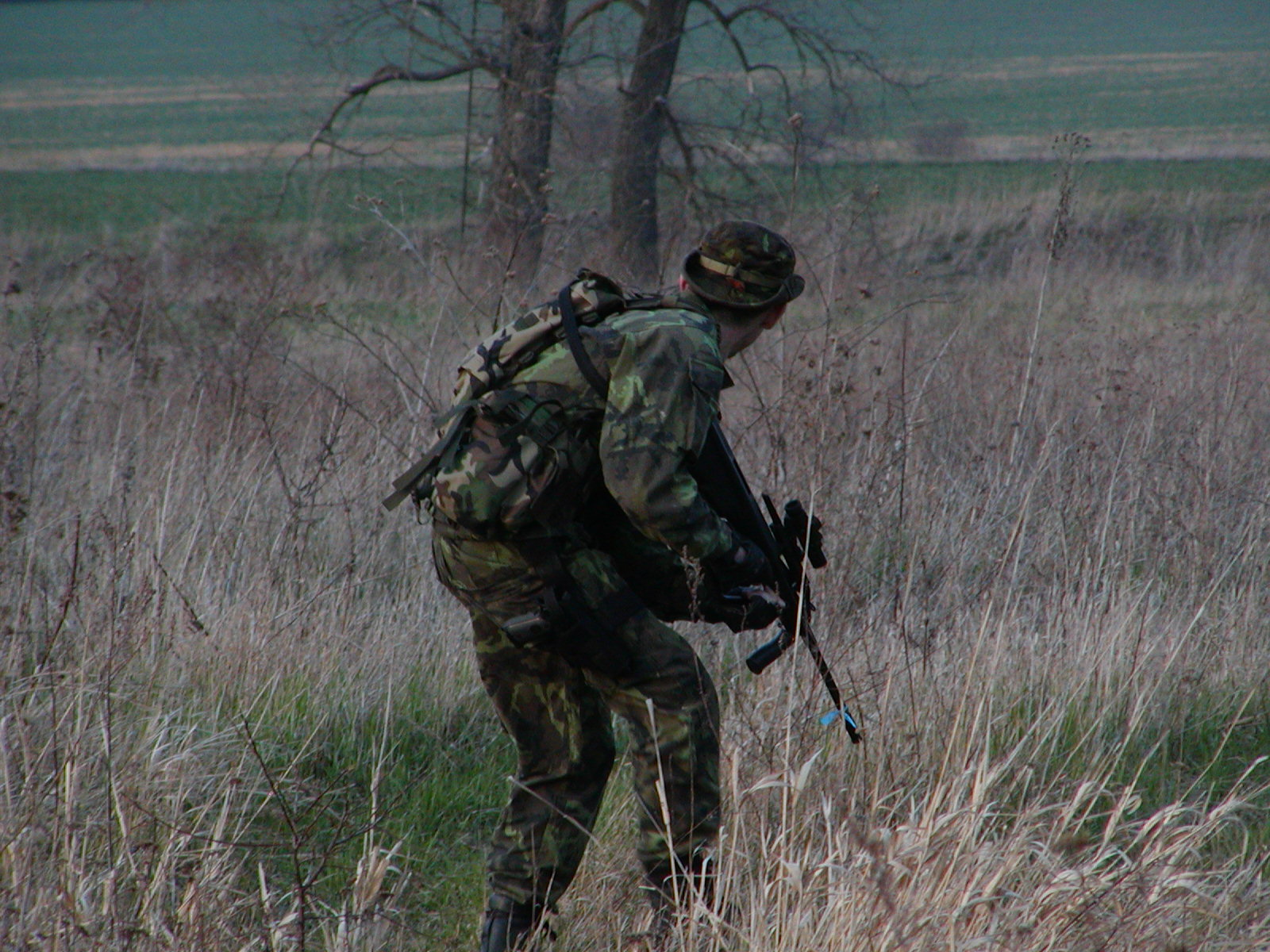
Hráč airsoftu v probíhající hře

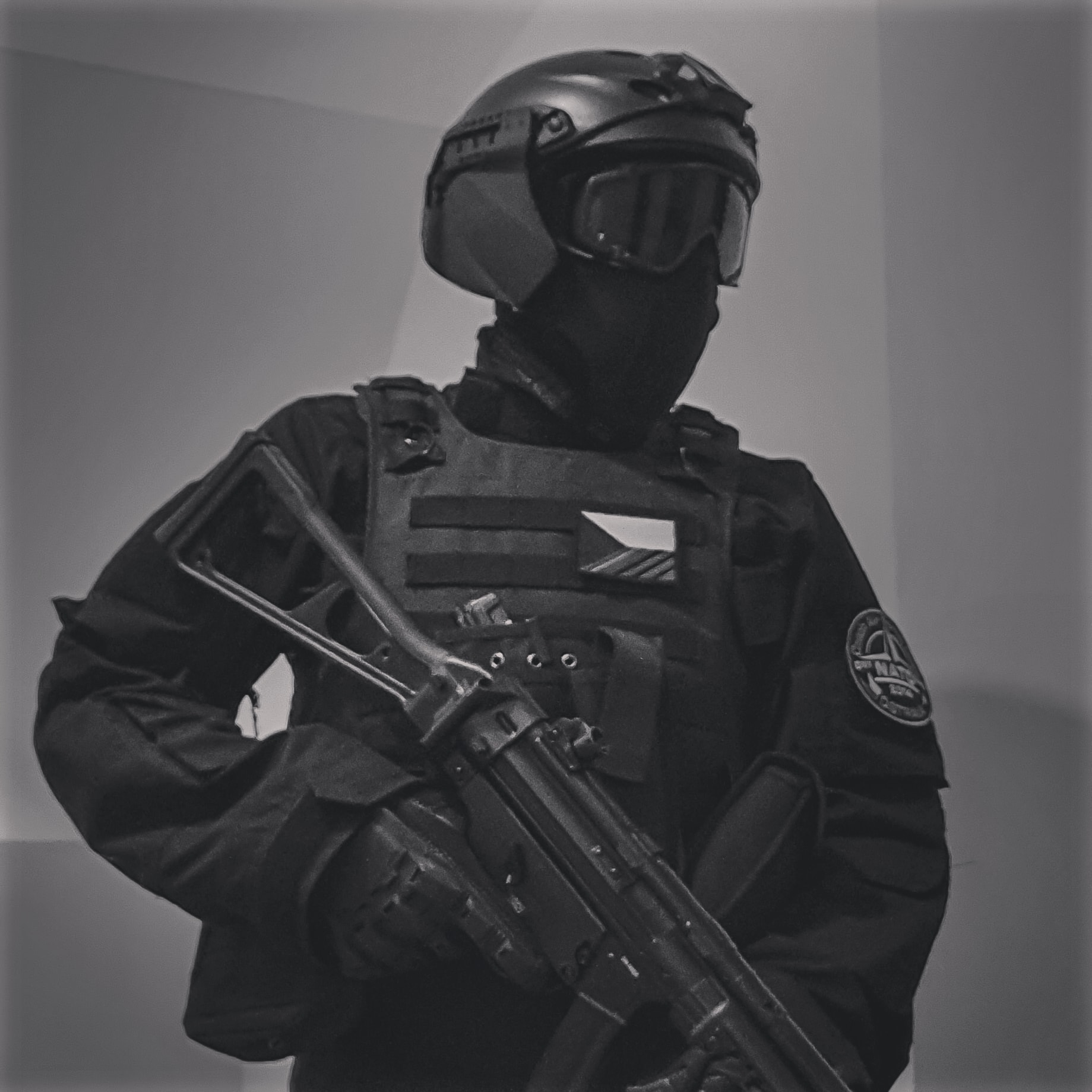
Hráč airsoftu ve výstroji

Airsoft je moderní druh sportu, ve kterém po sobě hráči střílejí malými lehkými plastovými kuličkami ze zbraní poháněných manuálně, stlačeným plynem nebo elektricky, které svým vzhledem zpravidla napodobují zbraně reálné. Airsoft se hraje v mnoha pojetích od čistě sportovního (např. speedsoft) po napodobování reálných policejních nebo vojenských jednotek při použití autentické výstroje a taktiky.

## Historie
Kořeny airsoftu sahají do Východní Asie konce 80. let 20. století, obzvlášť pak do Japonska, kde bylo vzhledem k místním zákonům pořizování ostrých zbraní velmi obtížné. Japonci proto hledali jinou alternativu. Airsoft je v mnoha oblastech Asie dodnes velmi oblíbený (např. Japonsko, Hongkong, Tchaj-wan, Macao, Jižní Korea a také v některých částech Filipín a Indonésie). Většina airsoftových zbraní a příslušenství pochází právě z těchto zemí.
Na počátku se vyráběly jen reálně vypadající dekorační modely, později se začaly sériově vyrábět funkční modely. Nejdříve se vyráběly manuální zbraně, poté již i plynové semi-automatické a plně automatické. Průlom přinesla firma Tokyo Marui s vynálezem systému AEG (viz níže).
Airsoft do ČR postupně přišel v roce 1989, kdy se na naše území mohly začít dovážet výrobky z celého světa. Prvotní skupiny lidí, které začínaly působit na území ČR, se zaměřovaly hlavně na military reenacting. Hlavním dovozcem airsoftových zbraní, byla tehdy firma POSPA Models. Různými způsoby se však dovážely i zbraně z Itálie. Jednalo se hlavně o natahovací pušky a pistole nejen fy. MARUI, ale i ACADEMY. Elektrické zbraně byly z počátku velmi vzácné. Ty, které sem byly nejdříve dovezené, postrádaly hop-up systém. Postupem let, se však situace rapidně změnila. Začaly se dovážet převážně zbraně s hop-up systémem. Tehdy se však ještě nevyužíval upgrade zbraní. Hlavní nápor upgradu zbraní přišel až v novém tisíciletí, kdy se zvýšila poptávka po výkonnějších zbraních. Hlavním důvodem bylo zvýšení počtu víkendových bojovníků, kteří tento koníček považují pouze za sport, nikoli za životní styl a chtěli mít tak výkonnější zbraně než ostatní.
Skupiny, které se v 90. letech pohybovaly na území ČR, pocházely převážně z Prahy, Plzně, Českých Budějovic, České Třebové, Hradce Králové, Krásna a Brna. Komunita tehdy čítala cca 200 osob se spoluzakladatelem Adamem Šubrem. Pravidelných akcí se účastnilo cca 50 – 60 lidí. Velký počet příznivců se účastnil akcí v Plzni a Lázních Bělohrad.
Později se airsoft začal používat i v rámci výcviku ozbrojených sil (vojenských i policejních) v různých zemích světa.

## Pravidla
Hra je založena na čestném chování hráčů – pokud je hráč zasažen či jiným dovoleným způsobem „zabit“, musí se sám přiznat (zásah ostatní hráči většinou nemohou vyhodnotit) – hráč musí zřetelně nahlas ohlásit „mám“, „hit“, „zásah“, „jsem mrtvej“ nebo podobně, zamávat rukou, sklopit zbraň hlavní k zemi nebo nad úroveň hlavy, v ideálním případě se označit reflexní vestou (reflexní vesta na menších airsoftových akcích zpravidla není pořadatelem vyžadována) a nejkratší cestou odejít na tzv. „mrtvoliště“, (respawn), kde s ostatními vyřazenými hráči čeká do konce hry (přičemž nesmí nijak komunikovat s dosud „živými“ spoluhráči ani se jinak zapojit do probíhající hry), nebo čeká na „oživení“ např. každou patnáctou minutu (14:45, 15:00, 15:15 atd.). Na „mrtvoly“ je zakázáno střílet, živí hráči se za mrtvé nesmí vydávat.

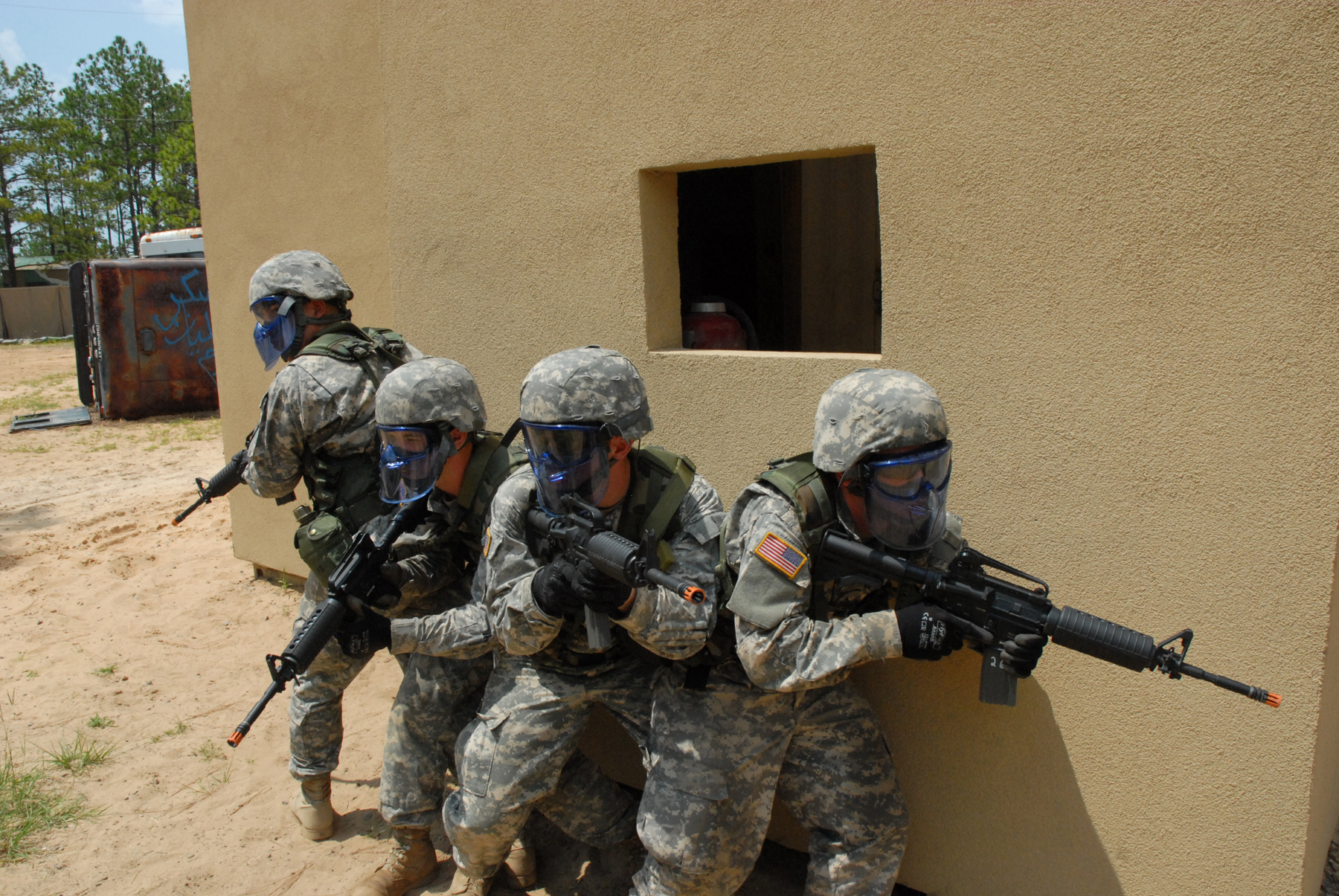
Americká armáda využívající airsoft během trénování svých vojáků

Ve hře je zakázáno jakékoli tělesné napadání ostatních hráčů či jiné agresivní chování.
Ve většině her je organizátory omezena maximální síla výstřelu (uváděná v Joulech) pro jednotlivé typy zbraní.
Cílem jedné hry je splnění předem stanoveného úkolu vycházejícího z typických vojenských scénářů, například eliminace soupeřova týmu, získání vlajky, záchrana rukojmího, pozorovací mise, bránění objektu, obsazení objektu atd.

### Způsoby vyřazení ze hry
Hráče lze vyřadit ze hry následujícími způsoby:
- Zásah kuličkou – Hráč je vyřazen, pokud je zasažen vystřelenou kuličkou do jakékoli části těla či výstroje (včetně batohů, sumek atp.) kromě zbraně (podle předchozí dohody lze hrát i na zásah do zbraně – hráč nahlas řekne „zbraň“ nebo „do zbraně“ a je odkázán na záložní zbraň).
- Zásah střepinou – Pokud v předem určeném okruhu od hráče na otevřeném prostranství, nebo do uzavřené místnosti dopadla imitace výbušniny (granátu), hráč se považuje za mrtvého, i přesto, že ho kulička nezasáhla. Dalším možným způsobem zasažení střepinou může být zasažení imitací střepiny i na větší vzdálenosti než jsou uvedené (např. při použití sádrové pyrotechniky).
- Bodnutí – Bodnutí se provádí většinou plastovou imitací nože (aby nedošlo ke zranění osob). Bodnutí je používáno výjimečně a většinou je upřesněno v pravidlech každé hry.
- Vzdání se – Pokud nemá hráč prakticky žádnou naději na útěk či na záchranu života, může se sám vzdát. Nejčastěji se tomu stává, když ho k tomu někdo z nepřátelské strany vyzve.
- Tichou poštou – Pokud je hráč nevědomky přistižen v bezprostřední blízkosti, zpravidla se sluší na něj namířit zbraní a říct „máš“ nebo „jseš mrtvej“. Hráč by měl poté zásah uznat, a bez mluvení odejít na „mrtvoliště“. Pokud tomu tak neučiní, je to většinou považováno za porušení jakýchsi nepsaných pravidel. Na hráče, který zásah neuzná, je pak povoleno střílet i z bezprostřední blízkosti. „Zabití“ tichou poštou je často upřesněno v pravidlech každé hry.

V každém případě však závisí na scénáři a domluvě před samotnou hrou.

## Výbava

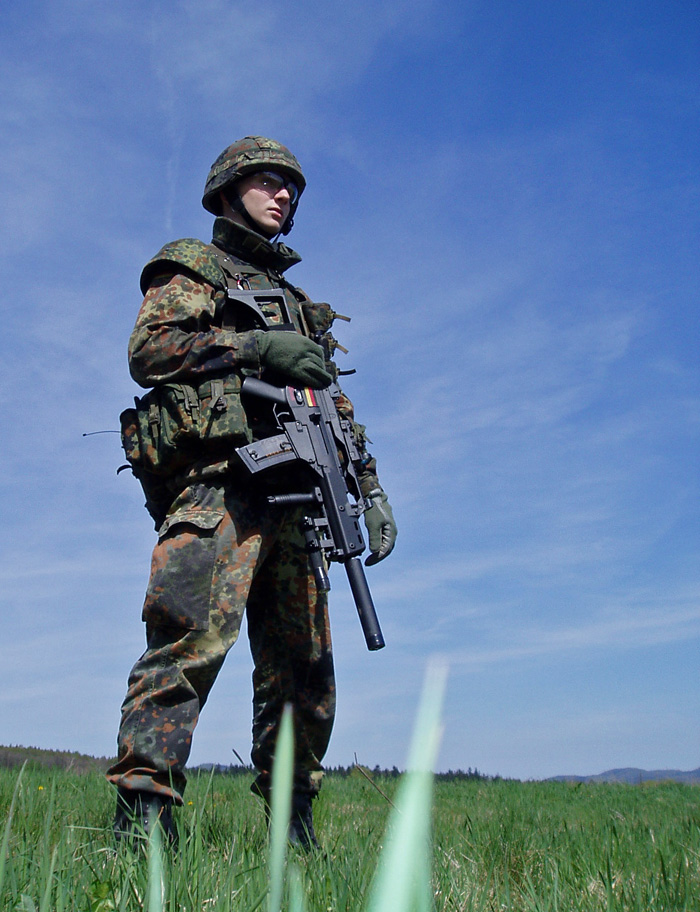
Hráč v airsoftové výbavě (pouze s ochrannými brýlemi, výstrojí, náboji a zbraní) výstroj německé armády.

Základní výbavou hráče jsou ochranné brýle, jejichž nošení je ve hře povinné (chrání zrak před zraněním kuličkou letící rychlostí 90 m/s a více), zbraň na bázi vzduchovky a zpravidla maskovací oblečení. Pokročilejší hráči pak používají imitace granátů, záložní zbraně, vysílačky, nosné systémy, noční vidění, dýmovnice atd.

### Zbraně
Zbraně používají jako munici většinou plastové nebo BIO kuličky o průměru 6 mm o různých hmotnostech. Čím těžší je kulička, tím lepší má přesnost, avšak nižší dostřel. Například pro pistole se používají nejčastěji lehčí kuličky s hmotností mezi 0,12 g, a 0,25 g. Pro pušky nebo samopaly jsou nejpoužívanější kuličky s hmotností mezi 0,23 g a 0,28 g. Jelikož po bitvě vystřílená munice zůstává na hřišti (přičemž boj často probíhá ve volné přírodě), lze mluvit o neekologičnosti airsoftu; z toho důvodu se používají i BIO kuličky. Dále se vyrábějí těžší kuličky až do váhy 0,50 g (těžší kuličky budou mít lepší přesnost, ale mohou způsobit větší bolest kvůli vyšší kinetické energii, kterou mají). Takto těžké kuličky se nejčastěji používají do manuálních odstřelovacích pušek s vysokou úsťovou rychlostí "sniper" ale tyto pušky se ovšem používají na velké vzdálenosti.
Zbraně se dělí do tří skupin podle toho, čím jsou poháněny: manuální, plynové nebo elektrické. Dříve byly nejpopulárnější plynové zbraně, ve kterých se munice vystřelovala hnacím plynem doplňovaným z plynových lahví (tomuto stylu se v angličtině říká classic airsoft), dnes jsou ale nejpopulárnější zbraně elektrické, které mají vyšší spolehlivost a často i dostřel.
Airsoftové zbraně jsou většinou vyráběny jako repliky skutečných zbraní v měřítku 1:1, takže jsou od skutečných zbraní často jen velmi obtížně rozeznatelné. Pokročilejší hráči si zbraně dovybavují rozličným vybavením (puškohledy, stroboskopy, kolimátory, sklopné pažby, rukojeti, svítilny …) po vzoru jejich skutečných obdob.
V Česku jsou airsoftové zbraně podle zákona o zbraních obecně považovány za „zbraně kategorie D“, které (i s odpovídajícím střelivem) smí vlastnit, držet a nosit každá svéprávná osoba starší 18 let, aniž by musela mít zbrojní průkaz či jiné povolení. Na veřejnosti ji však nesmí nosit viditelně a nesmí s ní střílet na místě, kde by tím mohla ohrožovat ostatní osoby nebo poškozovat majetek.

#### Základní dělení zbraní

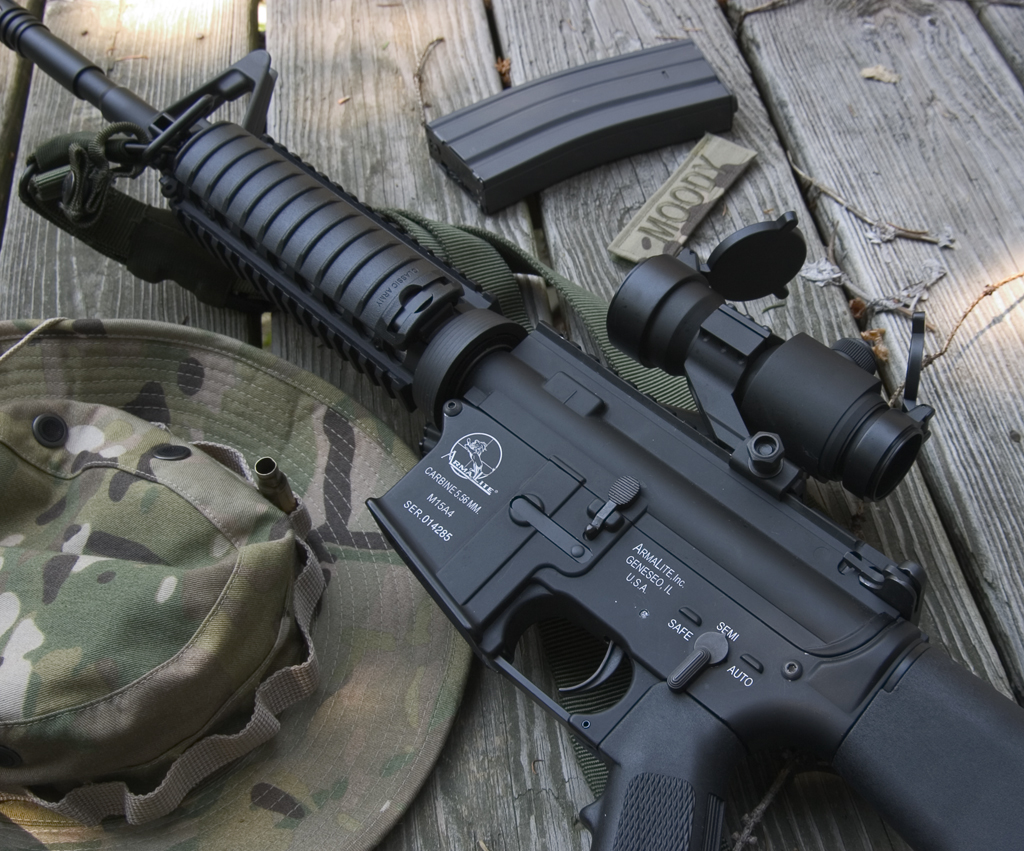
Zbraň Classic Army M15A4 – replika americké M4

Celkově se airsoftové zbraně dělí na pět druhů:
- Krátké manuální – Krátké zbraně, které je potřeba po každém výstřelu ručně natáhnout. Fungují na principu stlačeného pístu, který uživatel ručně natáhne. Jedná se o nejlevnější kategorii airsoftových zbraní, která se vyznačuje nízkou kadencí a obvykle i dostřelem. Nejběžnější úsťová rychlost těchto zbraní se pohybuje kolem 60 m/s. Používá se munice 0.20 a 0.25.
- Dlouhé manuální – Dlouhá verze manuálních zbraní, oproti krátkým mají podstatně větší dostřel, občas srovnatelný i s AEG. Jsou dvakrát až třikrát dražší než krátké manuály. Do této kategorie patří pušky, samopaly a vlastní kategorii tvoří brokovnice. Brokovnice se dají poměrně výrazně upgradovat. Používá se munice 0.20 a 0.25.
- Manuální "odstřelovačky" – Odstřelovací pušky s manuálním pohonem fungují sice na stejném principu jako ostatní manuály, ale jsou to nejpřesnější zbraně, které si lze pořídit. Často cenou i úsťovou rychlostí po upgradu převyšují AEG. Úsťová rychlost zbraně v základu, pokud je kvalitní a dobrá bývá 140 m/s, po vylepšení můžete narazit i na kousky s úsťovou rychlostí překračující 200m/s, dostřel se zde pohybuje kolem sta metrů. Ovšem se zbraní která má úsťovou rychlost převyšující 180 m/s si airsoft normálně nezahrajete kvůli tomu že taková zbraň je nebezpečná pro nepřítele. Jdou dobře upgradovat. Používá se munice 0,25 a těžší. Odstřelovačky se nejčastěji vyrábí s manuálním pohonem, ale vyrábějí se i s plynovým či elektrickým pohonem.
- Plynové – U plynových zbraní je kulička vystřelována tlakem plynu, jehož skladovací nádoba je obvykle součástí zásobníku. Tyto zbraně jsou buď poloautomatické, nebo plně automatické a obvykle mají větší dostřel než manuální zbraně. Nejoblíbenější jsou plynové pistole, ale existují i odstřelovací pušky, automatické pušky a samopaly. Za hlavní nevýhodu těchto zbraní je považována nutnost doplňování plynu a jeho různé fyzikální vlastnosti při různých teplotách. Tyto zbraně mají také nejčastěji ze všech airsoftových zbraní zabudován zpětný ráz (blowback), který jinak chybí. Tato vlastnost z nich dělá nejvěrnější kopie reálných zbraní, co se týče ovládání. Úsťová rychlost těchto zbraní je různá, od 60 m/s až po 150 m/s. Upgrade pro tyto zbraně je v ČR špatně dostupný.
- Elektrické (AEG/AEP) – U těchto zbraní je píst přes ozubené soukolí poháněn vestavěným elektromotorem, který je napájen akumulátorem. Dostřel mají obvykle okolo 40–55 metrů (v základní verzi). Jsou relativně přesné a snadno se do nich dokupují další vylepšení (upgrade). Standardní úsťová rychlost v základní verzi se pohybuje kolem 110 m/s. Používá se munice 0.25 a těžší. Patří k nejpoužívanějším zbraním. Hlavní výhoda je střelba dávkou (kadence srovnatelná s ostrými zbraněmi). Zbraně AEP fungují na stejném principu, ale kvůli nutnosti menšího mechanismu jsou slabší, v základní verzi dosahují přibližně 65 m/s. Mezi AEP patří elektrické pistole(HK USP, Beretta M93R,...) a malé samopaly (MP7, vz. 61 Škorpion a Mac 10).

#### Střelivo
U kuliček se udává rozměr bb6 mm dříve taky bb8 mm (+/- 0,005 mm) a hmotnostní číslo (0.12 až 0.45), které udává hmotnost kuličky v gramech.
Někteří výrobci kuličky leští a potahují vrstvou silikonu, jiní vyrábějí tzv. BIO střelivo, které se v přírodě snáze rozkládá (je však o něco dražší).
Mezi výrobce 6mm střeliva patří firmy Tokyo Marui, ICS, Guarder, Excel, MADBULL, Warrior, Super King, UHC, King, Shoot ONE, BLS atd. 8mm střelivo vyrábějí např. firmy Marushin či Maruzen.

## Pojmy
V airsoftovém světě se používá mnoho termínů a zkratek, objevuje se i převzatá vojenská nebo anglická terminologie. Ke speciálním termínům patří např.:
Hop-UpHop-up (Higher operating power) je mechanismus který je umístěn na konci komory. Jedná se o pružný dílec s vnitřním výstupkem který zasahuje do dráhy letu projektilu. Projektil po opuštění komory o tento výstupek "škrtne" a tím je mu udělena zpětná rotace. Celý tento mechanismus tedy nahrazuje absenci vývrtu hlavně, který by u airsoftových zbraní nemohl být použit. Projektil tak díky své rotaci dostává delší a přesnější dostřel. Zařízení hop-up, může být buď pevně nastavené na určitou optimální gramáž střeliva, nebo je nastavitelné (naprostá většina) což umožňuje naladění na různé gramáže střeliva i přizpůsobení prostředí a opotřebení. Většina Hop-up komor je vyrobena ze silikonu a je nastavitelná skrze pákový či závitový mechanismus.
BBairsoftová plastovokeramická 6 mm nebo 8mm kulička, nejčastěji o váze 0,20 g až 0,43 g
Tlačáktlačný zásobník, který funguje na principu výtlaku munice pomocí silné pružiny k podavači, má menší kapacitu, ale nemusí se „dotáčet“ a nechrastí
Točáktočný zásobník, který má v sobě zabudovaný mechanismus na výtlak munice k podavači složitým systémem ozubených kol, má velkou kapacitu, ale musí se průběžně „dotáčet“ a chrastí
"Mrtvoliště"organizátorem určené místo pro zasažené, nebo pro ty co se neúčastní akce